# Дуюнь
Дую́нь (кит. упр. 都匀, пиньинь Dūyún) — городской уезд Цяньнань-Буи-Мяоского автономного округа провинции Гуйчжоу (КНР).

## История
Во времена империи Мин после подавления восстания племён мяо здесь в 1395 году был размещён Дуюньский караул (都匀卫), а в 1494 году была создана Дуюньская управа (都匀府). Во времена империи Цин в 1672 году Дуюньский караул был преобразован в уезд Дуюнь (都匀县). После Синьхайской революции в Китае была проведена реформа структуры административного деления, в ходе которой управы были упразднены, и поэтому в 1914 году Дуюньская управа была расформирована.
После вхождения этих мест в состав КНР в 1950 году был создан Специальный район Душань (独山专区), и уезд вошёл в его состав. В 1952 году власти специального района переехали из уезда Душань в уезд Дуюнь, и Специальный район Душань был переименован в Специальный район Дуюнь (都匀专区). 
8 августа 1956 года Специальный район Дуюнь был расформирован, и был создан Цяньнань-Буи-Мяоский автономный округ; власти автономного округа также разместились в уезде Дуюнь. В 1958 году уезд Дуюнь был преобразован в городской уезд; в 1962 году он вновь стал обычным уездом, но в 1966 году был опять преобразован в городской уезд.

## Административное деление
Городской уезд делится на 5 уличных комитетов, 4 посёлка и 1 национальную волость.

## Экономика
Уезд славится выращиванием зеленого чая сорта «Мао Цзянь».